# Takahiro Wada
Takahiro Wada –en japonés: 和田貴広, Wada Takahiro– (16 de noviembre de 1971) es un deportista japonés que compitió en lucha libre. Ganó una medalla de plata en el Campeonato Mundial de Lucha de 1995, en la categoría de 62 kg.
Participó en dos Juegos Olímpicos de Verano, ocupando el cuarto lugar en Atlanta 1996 y el 12.º lugar en Sídney 2000.

## Palmarés internacional
| Campeonato Mundial | Campeonato Mundial       | Campeonato Mundial | Campeonato Mundial |
| Año                | Lugar                    | Medalla            | Categoría          |
| ------------------ | ------------------------ | ------------------ | ------------------ |
| 1995               | Atlanta (Estados Unidos) | Medalla de plata   | 62 kg              |